# Liste der Bodendenkmale in Grevenkrug
In der Liste der Bodendenkmale in Grevenkrug sind die Bodendenkmale der Gemeinde Grevenkrug nach dem Stand der Bodendenkmalliste des Archäologischen Landesamts Schleswig-Holstein von 2016 aufgelistet.
| Denkmal-ID           | Befundart           | Bezeichnung         | Zeitstellung                 | Lage | Bemerkungen                                                                                          | Bild |
| -------------------- | ------------------- | ------------------- | ---------------------------- | ---- | --- | ---- |
| aKD-ALSH-Nr. 003 139 | Grabmal > Langbett  | Langbett/Steinreihe | Neolithikum                  |      | |      |
| aKD-ALSH-Nr. 003 140 | Grabmal > Grabhügel | Grabhügel           | Vor- und/oder Frühgeschichte |      | |      |
| aKD-ALSH-Nr. 003 141 | Grabmal > Grabhügel | Grabhügel           | Vor- und/oder Frühgeschichte |      | |      |
| aKD-ALSH-Nr. 003 142 | Grabmal > Langbett  | Langbett/Steinreihe | Neolithikum                  |      | zwei benachbarte, schlecht erhaltene Großsteingräber sind nicht in die Bodendenkmalliste eingetragen |      |